# مارينا أمارال
مارينا أمارال (بالبرتغالية: Marina Amaral‏) هي فنانة برازيلية، ولدت في 1994 في بيلو هوريزونتي في البرازيل.